# Velika Pristava
Velika Pristava je naselje u slovenskoj Općini Pivki. Velika Pristava se nalazi u pokrajini Notranjskoj i statističkoj regiji Notranjsko-kraškoj. 

## Stanovništvo
Prema popisu stanovništva iz 2002. godine naselje je imalo 51 stanovnika.